# جی اشر
جی اشر (انگلیسی: Jay Asher؛ زادهٔ ۳۰ سپتامبر ۱۹۷۵) یک رمان‌نویس اهل ایالات متحده آمریکا است. معروف‌ترین اثر وی سیزده دلیل برای اینکه است.

## آثار
- فروغ